# 島銭
島銭(しません)は、銭貨の分類の一つ。語源ははっきりせず、諸説があるにとどまる。最近の研究によると、14世紀頃に日本で作られ流通したものが多いという。銭名については、宋銭などの中国銭のものをそのまま用いたものもあるが、中国銭の銭名が変化したものや、「宋開聖宝」「元開通宝」など新規の銭名もある。また、銭名の文字が大きく崩れているのが特徴で、ひどいものになると文字の形をなしておらず、全く読めないもの（「不能読」と呼ぶ）も少なくない。これらの特徴から、見様見真似で作ったものと考えられている。